# Tencuix
Tencuix är en ort i Mexiko.   Den ligger i kommunen Cuetzalan del Progreso och delstaten Puebla, i den sydöstra delen av landet, 180 km öster om huvudstaden Mexico City. Tencuix ligger 629 meter över havet och antalet invånare är 262.
Terrängen runt Tencuix är lite bergig, och sluttar norrut. Runt Tencuix är det tätbefolkat, med 383 invånare per kvadratkilometer. Närmaste större samhälle är Olintla, 17,9 km väster om Tencuix. I omgivningarna runt Tencuix växer huvudsakligen savannskog.